# Tour degli R5

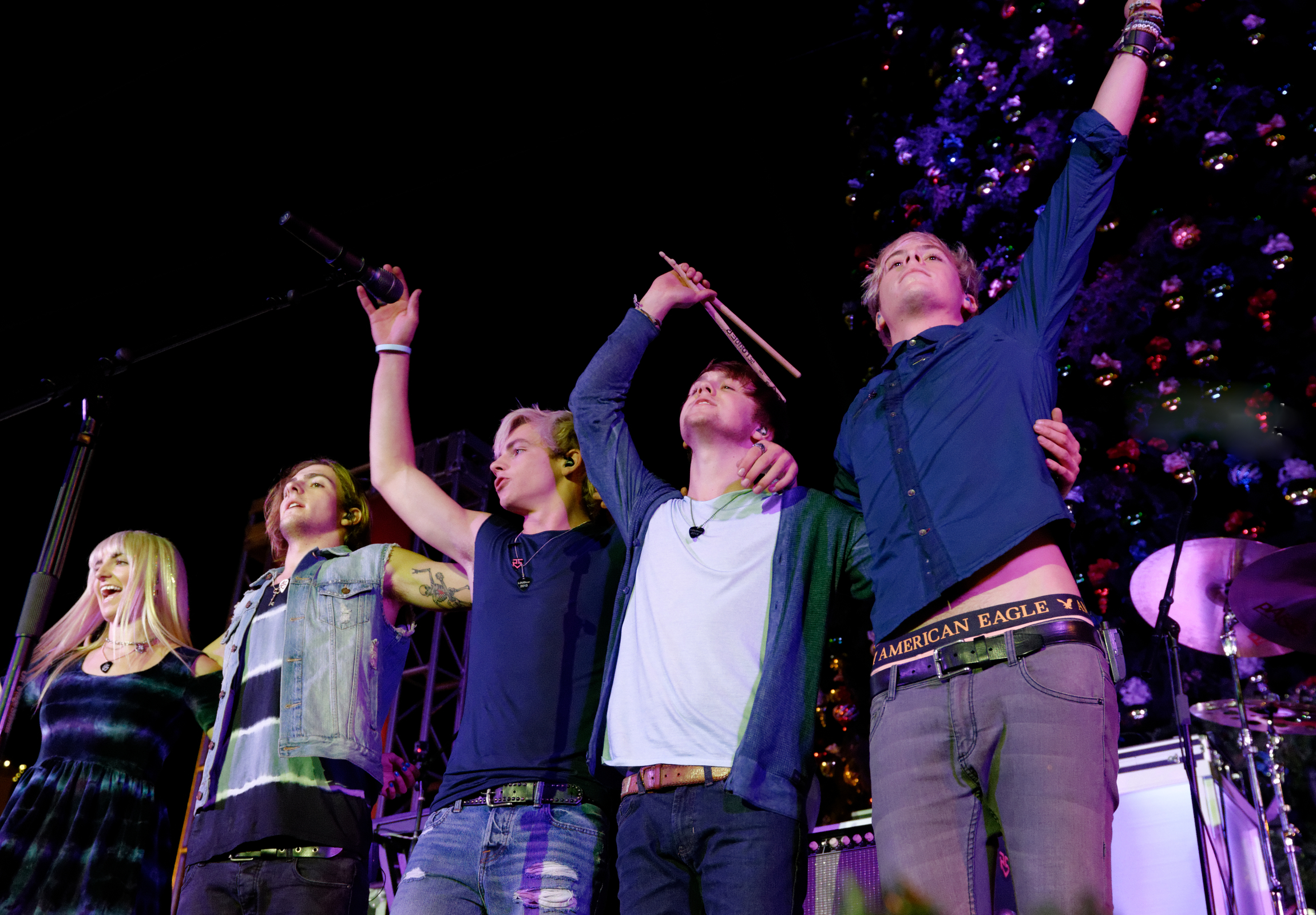
Il gruppo durante un concerto

Segue la lista dei tour del gruppo musicale statunitense R5.

## Riepilogo

### Date e periodo
| Periodo                     | Nome Tour                 | Album da promuovere  | Concerti |
| --------------------------- | ------------------------- | -------------------- | -------- |
| maggio 2012                 | West Coast Tour           | Ready Set Rock       | 10       |
| novembre 2012               | 3M Tour                   | Ready Set Rock       | 3        |
| dicembre 2012               | East Coast Tour           | Ready Set Rock       | 13       |
| marzo - agosto 2013         | Loud World Tour           | Loud                 | 51       |
| settembre 2013              | Dancing Out My Pants Tour | Louder               | 7        |
| dicembre 2013 - giugno 2014 | Louder World Tour         | Louder               | 48       |
| settembre - novembre 2014   | Live on Tour              | Heart Made Up on You | 28       |
| giugno 2015 - dicembre 2016 | Sometime Last Night Tour  | Sometime Last Night  | 128      |
| giugno 2017 - gennaio 2018  | New Addictions Tour       | New Addictions       | 61       |
| Totale                      | Totale                    | Totale               | 348      |

### Stati attraversati
- Nord, Centro e Sud America: Argentina, Bahamas, Brasile, Canada, Cile, Colombia, Giamaica, Messico, Paraguay, Perù, Porto Rico, Repubblica Dominicana, Stati Uniti d'America, Uruguay.
- Europa: Austria, Belgio, Danimarca, Francia, Germania, Irlanda, Italia, Norvegia, Paesi Bassi, Polonia, Portogallo, Regno Unito, Repubblica Ceca, Spagna, Svezia, Svizzera.
- Medio Oriente: Israele.
- Asia: Giappone
- Oceania: Australia, Nuova Zelanda.

## West Coast Tour
Il West Coast Tour è il primo tour del gruppo musicale pop rock e alternative rock statunitense R5, svoltosi nel mese di maggio 2012.

### Informazioni sul tour
Il 26 aprile 2012 la band ha firmato un contratto discografico con la Hollywood Records. Il primo piano promozionale è stato quello di mandare il gruppo in tour supportato da Radio Disney per far conoscere il loro nome tra il pubblico. Intitolato West Coast Tour, la tournée è iniziata il 3 maggio 2012 a Orangevale ed è terminata con uno spettacolo a San Francisco il 15 maggio 2012. Ha incluso 10 date in Nord America, in particolare lungo la West Coast negli Stati Uniti d'America.
Nel corso del tour, gli R5 hanno eseguito i brani contenuti nel loro primo EP, Ready Set Rock, pubblicato nel 2010, oltre che alcune canzoni tratte dalla colonna sonora della serie TV Austin & Ally, di cui uno dei membri del gruppo, Ross Lynch, è protagonista, e la cover di Call Me Maybe di Carly Rae Jepsen.

### Scaletta
1. Double Take
2. Take You There
3. Cali Girls
4. Baby It's You
5. Not a Love Song
6. All About the Girl
7. Love to Love Her

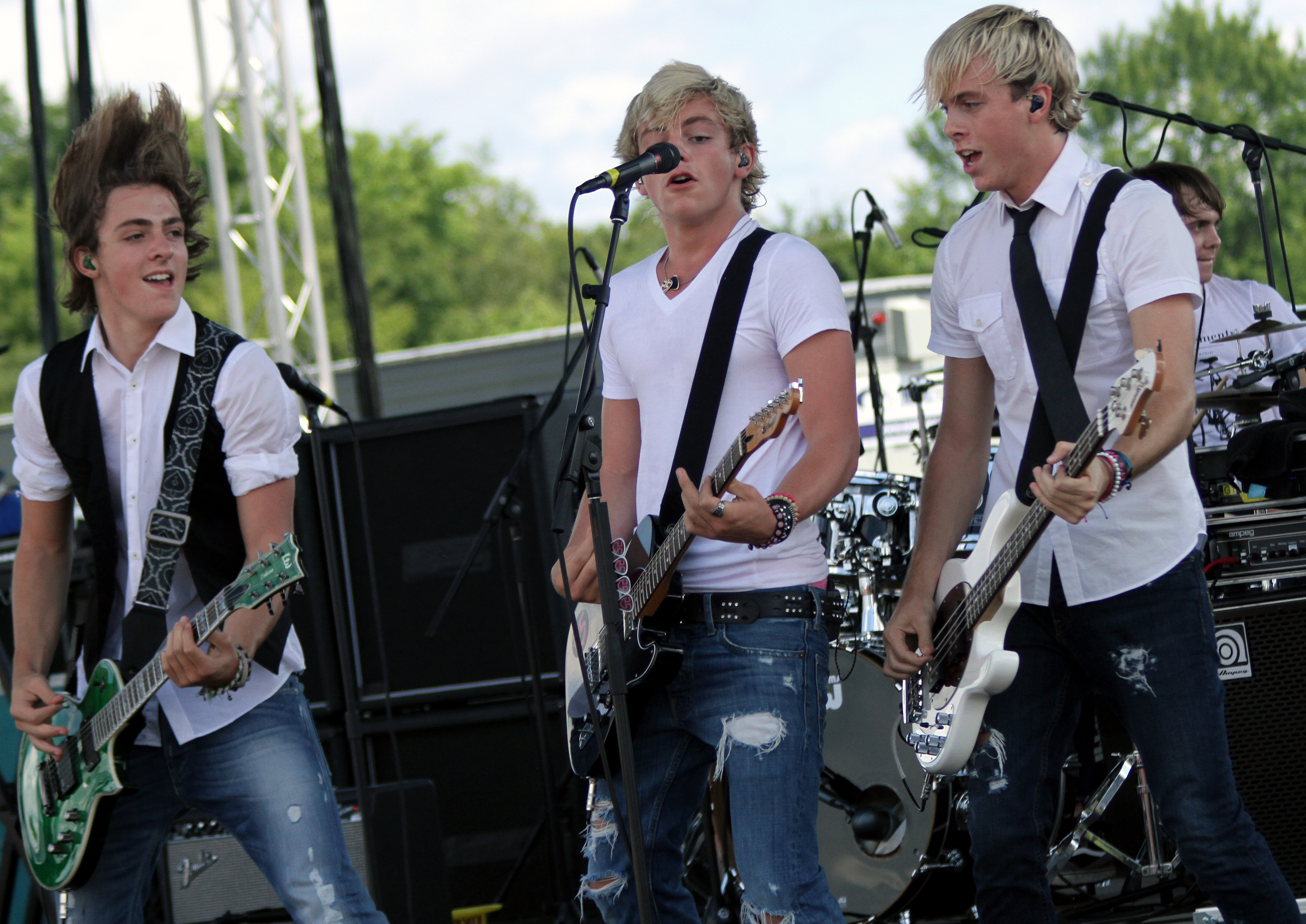
Gli R5 durante il West Coast Tour nel 2012: Rocky, Ross e Riker Lynch

8. Call Me Maybe (cover di Carly Rae Jepsen)
9. Wishing I Was 23
10. DNA
11. What Do I Have To Do
12. Heard It on the Radio
13. Anything You Want
14. Say You'll Stay
15. Keep Away From This Girl
16. A Billion Hits

### Date del tour
| Data           | Città          | Stato                             | Luogo             |
| Nord America   | Nord America   | Nord America                      | Nord America      |
| -------------- | -------------- | --------------------------------- | ----------------- |
| 3 maggio 2012  | Orangevale     | California, Stati Uniti d'America | The Boardwalk     |
| 4 maggio 2012  | Bakersfield    | California, Stati Uniti d'America | Jerry's Pizza     |
| 5 maggio 2012  | Santa Ana      | California, Stati Uniti d'America | Yost Theater      |
| 6 maggio 2012  | Phoenix        | Arizona, Stati Uniti d'America    | Crescent Ballroom |
| 9 maggio 2012  | Denver         | Colorado, Stati Uniti d'America   | Bluebird Theatre  |
| 10 maggio 2012 | Salt Lake City | Utah, Stati Uniti d'America       | Club Sounds       |
| 11 maggio 2012 | Boise          | Idaho, Stati Uniti d'America      | The Venue         |
| 13 maggio 2012 | Seattle        | Washington, Stati Uniti d'America | El Corazon        |
| 14 maggio 2012 | Portland       | Oregon, Stati Uniti d'America     | Hawthorne Theatre |
| 15 maggio 2012 | San Francisco  | California, Stati Uniti d'America | Slim's            |

## East Coast Tour
L'East Coast Tour è il secondo tour del gruppo musicale pop rock e alternative rock statunitense R5, svoltosi tra novembre e dicembre 2012.

### Informazioni sul tour
Il 19 ottobre 2012 Ross ha annunciato il tour e le 13 date previste su Twitter. Il tour è iniziato il 15 dicembre 2012 a Jamestown, nello stato di New York, ed è terminato con uno spettacolo a Syracuse il 31 dicembre 2012. Ha incluso 13 date in Nord America, in particolare lungo la East Coast. Inoltre durante la tournée per la prima volta il gruppo si è esibito fuori dagli Stati Uniti d'America, al Mod Club Theatre di Toronto, Canada.
Nel corso del tour, gli R5 hanno eseguito i brani contenuti nel loro primo EP, Ready Set Rock, oltre che alcune canzoni tratte dalla colonna sonora della serie TV Austin & Ally, di cui uno dei membri del gruppo, Ross Lynch, è protagonista, la cover di Shut Up and Let Me Go dei The Ting Tings e il brano natalizio inedito Christmas is Coming.
Per promuovere il tour la band ha lanciato il concorso "Crazy 4 U Contest". I fan del gruppo avevano la possibilità di spedire delle foto tematiche sulla canzone What Are You Crazy 4 a Everloop.com e i primi cinque classificati hanno vinto alcuni premi e una video chat di cinque minuti su Skype con la band.

### Artisti di supporto
- Brandon and Savannah[14]
- Taylor Mathews[13]

### Scaletta
1. Crazy 4 U
2. Medley:
  1. Heartbeat
  2. Can't Do It Without You
  3. Better Together
  4. Not a Love Song
3. Heard It on the Radio
4. Can You Feel It
5. Say You'll Stay
6. Cali Girls
7. Keep Away
8. Shut Up and Let Me Go (cover dei The Ting Tings)

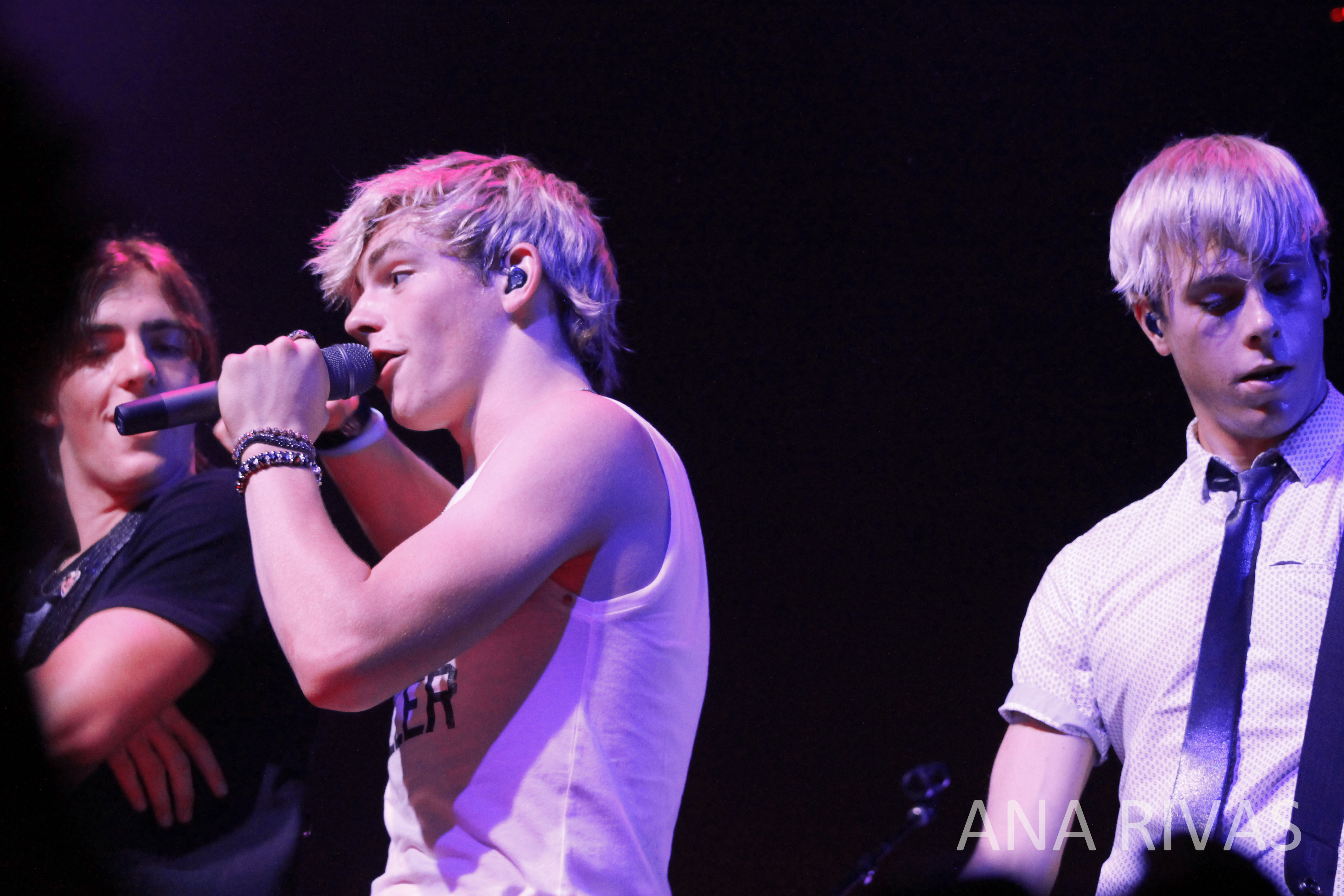
Gli R5 mentre si esibiscono in un concerto del Loud World Tour nel 2013

9. What Do I Have to Do?
10. Love To Love Her
11. Wishing I Was 23
12. Take U There
13. A Billion Hits
14. Christmas Is Coming

### Recensioni
Lauren Hoffman di Concert Music Magazine ha recensito positivamente i concerti e ha affermato che gli R5 sono "una band davvero unica e divertente" e che "hanno sicuramente fatto il loro ingresso nel mondo della musica". Ha inoltre detto che le performance live erano energiche, emozionanti e accattivanti e che i membri erano elettrizzati ed emozionati con il pubblico, non solo per i soldi. Hoffman ha infine aggiunto: "sicuramente ci ha lasciati a volere ancora di più!".

### Date del tour
| Data             | Città             | Stato                                | Luogo                |
| Nord America     | Nord America      | Nord America                         | Nord America         |
| ---------------- | ----------------- | ------------------------------------ | -------------------- |
| 15 dicembre 2012 | Jamestown         | New York, Stati Uniti d'America      | Taping               |
| 16 dicembre 2012 | Toronto           | Ontario, Canada                      | Mod Club Theatre     |
| 17 dicembre 2012 | Toronto           | Ontario, Canada                      | Mod Club Theatre     |
| 18 dicembre 2012 | New York          | New York, Stati Uniti d'America      | Highline Ballroom    |
| 19 dicembre 2012 | Washington        | Washington, Stati Uniti d'America    | The Filmore          |
| 21 dicembre 2012 | Tampa             | Florida, Stati Uniti d'America       | Center Theater       |
| 22 dicembre 2012 | Orlando           | Florida, Stati Uniti d'America       | Plaza Theater        |
| 23 dicembre 2012 | Fort Lauderdale   | Florida, Stati Uniti d'America       | Culture Room         |
| 26 dicembre 2012 | Atlanta           | Georgia, Stati Uniti d'America       | Masquerade           |
| 28 dicembre 2012 | Filadelfia        | Pennsylvania, Stati Uniti d'America  | TLA                  |
| 29 dicembre 2012 | Freehold Township | New Jersey, Stati Uniti d'America    | I Play America       |
| 30 dicembre 2012 | Boston            | Massachusetts, Stati Uniti d'America | Brighton Music Hall  |
| 31 dicembre 2012 | Syracuse          | New York, Stati Uniti d'America      | First Night Festival |

## Loud World Tour
Il Loud Tour la terza tournée musicale del gruppo pop rock e alternative rock statunitense R5 e il primo tour mondiale della band, svoltosi fra marzo e agosto 2013.

### Informazioni sul tour
Il tour è iniziato il 15 marzo 2013 a Santa Ana, in California, ed è terminato con uno spettacolo a Sydney, in Australia, il 2 agosto 2013. Ha incluso 38 date negli Stati Uniti d'America, 8 in Canada, 2 in Francia, 2 nel Regno Unito e una in Australia.
Il tour ha promosso il secondo EP della band, Loud, il primo pubblicato dall'etichetta discografica Hollywood Records, oltre che alcuni brani tratti dalla colonna sonora della serie TV Austin & Ally, di cui uno dei membri del gruppo, Ross Lynch, è protagonista e interprete di molte canzoni.

### Artisti di supporto
- DJ Ryland Lynch (spettacoli principali)[20][21]
- Taylor Mathews (15 marzo - 14 maggio)[22]
- Alex Aiono (15 marzo - 14 maggio)[22]
- Brandon & Savannah (15 - 24 marzo e 15 - 19 maggio)[22]
- Sunderland (30 marzo - 19 maggio)[23]
- Hollywood Ending (20 aprile - 14 maggio)[24]

### Scaletta
1. Fallin' for You
2. Cali Girls
3. Can You Feel It
4. I Want You Bad
5. Say You'll Stay
6. Not a Love Song
7. Keep Away From This Girl
8. Medley:
  1. Pour Some Sugar on Me (cover dei Def Leppard)
  2. Shut Up and Let Me Go (cover dei The Ting Tings)
9. Heard It on the Radio
10. Wishing I Was 23
11. Crazy 4 U
12. Here Comes Forever
13. A Billion Hits
14. Loud

#### Variazioni alla scaletta
- Il medley Thrift Shop (cover di Macklemore e Ryan Lewis) / Work Out (cover di J. Cole) è stato eseguito solo in alcuni concerti.
- La cover dei Def Leppard Pour Some Sugar on Me è stata eseguita a Santa Ana, San Diego, Montréal e Vancouver.

### Recensioni
Brie David della rivista canadese Faze ha affermato di essere rimasto impressionato dall'esultanza del pubblico per la band. Ha messo in risalto l'armonia tra Ross, Riker e Rocky Lynch e ha dichiarato che "avrebbero anche potuto fare di più oltre a suonare e cantare. Durante tutto lo spettacolo i ragazzi hanno mostrato i loro movimenti con naturalezza ballando e suonando i loro strumenti". Il giornalista ha inoltre affermato che la band non ha fatto uso di grandi effetti speciali durante gli spettacoli e il loro talento è prevalso. "Questo concerto è sicuramente uno di quelli da ricordare, poiché gli R5 hanno mostrato il loro vero talento senza particolari effetti speciali. La musica fantastica e il pubblico fanno voglia di ritornare a quella sera". Joe Cage di Hit Zone Online ha dichiarato che assistere ai concerti degli R5 è una fantastica esperienza da non perdere. Ha affermato che la band "è stata fantastica nel sfuggire dagli stereotipi delle boyband" e ha commentato: "hanno fatto la loro parte per assicurarsi che il pubblico stesse divertendo, coinvolgendolo, invitando tutti a cantare e a battere le mani, scattando foto con la folla, addirittura facendo quasi surf tra essa. Tutti hanno passato dei momenti fantastici".

### Date del tour
| Data           | Città             | Stato                 | Luogo                         |
| Nord America   | Nord America      | Nord America          | Nord America                  |
| -------------- | ----------------- | --------------------- | ----------------------------- |
| 15 marzo 2013  | Santa Ana         | Stati Uniti d'America | Yost Theater                  |
| 16 marzo 2013  | San Diego         | Stati Uniti d'America | Epicenter                     |
| 17 marzo 2013  | Phoenix           | Stati Uniti d'America | Celebrity Theatre             |
| 19 marzo 2013  | Salt Lake City    | Stati Uniti d'America | In The Venue                  |
| 20 marzo 2013  | Denver            | Stati Uniti d'America | Bluebird Theatre              |
| 22 marzo 2013  | Dallas            | Stati Uniti d'America | House of Blues                |
| 24 marzo 2013  | Austin            | Stati Uniti d'America | Stubb's Jr                    |
| 25 marzo 2013  | Tulsa             | Stati Uniti d'America | Cain's Ballroom               |
| 26 marzo 2013  | Columbia          | Stati Uniti d'America | The Blue Note                 |
| 28 marzo 2013  | Lawrence          | Stati Uniti d'America | Granada Theater               |
| 29 marzo 2013  | Minneapolis       | Stati Uniti d'America | Mill City Nights              |
| 30 marzo 2013  | Chicago           | Stati Uniti d'America | House of Blues                |
| 1 aprile 2013  | St. Louis         | Stati Uniti d'America | The Firebird                  |
| 2 aprile 2013  | Indianapolis      | Stati Uniti d'America | Deluxe at Old National Centre |
| 4 aprile 2013  | Cleveland         | Stati Uniti d'America | House of Blues                |
| 5 aprile 2013  | Pontiac           | Stati Uniti d'America | The Crofoot                   |
| 6 aprile 2013  | Buffalo           | Stati Uniti d'America | Town Ballroom                 |
| 7 aprile 2013  | Allentown         | Stati Uniti d'America | Crocodile Rock Cafe           |
| 9 aprile 2013  | Lancaster         | Stati Uniti d'America | The Chameleon Club            |
| 11 aprile 2013 | New York          | Stati Uniti d'America | Irving Plaza                  |
| 12 aprile 2013 | Huntington        | Stati Uniti d'America | Paramount Theatre             |
| 13 aprile 2013 | Richmond          | Stati Uniti d'America | National Theater              |
| 14 aprile 2013 | Norfolk           | Stati Uniti d'America | The NorVa Theatre             |
| 16 aprile 2013 | Charlottesville   | Stati Uniti d'America | Jefferson Theater             |
| 18 aprile 2013 | Cincinnati        | Stati Uniti d'America | Twentieth Century Theatre     |
| 19 aprile 2013 | Nashville         | Stati Uniti d'America | Rocketown                     |
| 20 aprile 2013 | Atlanta           | Stati Uniti d'America | The Masquerade                |
| 21 aprile 2013 | Saint Petersburg  | Stati Uniti d'America | The Palladium                 |
| 23 aprile 2013 | Orlando           | Stati Uniti d'America | The Plaza Live                |
| 25 aprile 2013 | Baltimora         | Stati Uniti d'America | Rams Head Live!               |
| 26 aprile 2013 | Filadelfia        | Stati Uniti d'America | Theatre of the Living Arts    |
| 28 aprile 2013 | Freehold Township | Stati Uniti d'America | Encore Event Center           |
| 30 aprile 2013 | Clifton Park      | Stati Uniti d'America | Upstate Concert Hall          |
| 2 maggio 2013  | Boston            | Stati Uniti d'America | Paradise Rock Club            |
| 4 maggio 2013  | Montréal          | Canada                | Corona Theatre                |
| 5 maggio 2013  | Ottawa            | Canada                | Bronson Centre                |
| 6 maggio 2013  | Hamilton          | Canada                | Molson Canadian Studio        |
| 7 maggio 2013  | London            | Canada                | Music Hall Lounge             |
| 10 maggio 2013 | Winnipeg          | Canada                | Garrick Centre                |
| 11 maggio 2013 | Saskatoon         | Canada                | Louis' Pub                    |
| 12 maggio 2013 | Edmonton          | Canada                | Starlite Room                 |
| 14 maggio 2013 | Vancouver         | Canada                | Rio Theatre                   |
| 15 maggio 2013 | Seattle           | Stati Uniti d'America | El Corazon                    |
| 16 maggio 2013 | Portland          | Stati Uniti d'America | Hawthorne Theatre             |
| 18 maggio 2013 | San Francisco     | Stati Uniti d'America | Great American Music Hall     |
| 19 maggio 2013 | Los Angeles       | Stati Uniti d'America | House of Blues                |
| Europa         |                   |                       |                               |
| 30 giugno 2013 | Parigi            | Francia               | Nouveau Casino                |
| 1 luglio 2013  | Parigi            | Francia               | Nouveau Casino                |
| 3 luglio 2013  | Londra            | Regno Unito           | Dingwalls                     |
| 5 luglio 2013  | Londra            | Regno Unito           | Dingwalls                     |
| Australia      |                   |                       |                               |
| 2 agosto 2013  | Sydney            | Australia             | The Metro Theatre             |

## Louder World Tour
Il Louder Tour è la quarta tournée musicale del gruppo pop rock e alternative rock statunitense R5 e il secondo tour mondiale della band, svoltosi fra febbraio e settembre del 2014.

### Informazioni sul tour
Il tour è iniziato il 7 dicembre 2013 a Città del Messico ed è terminato con uno spettacolo a Londra, nel Regno Unito, il 18 giugno 2014. Ha incluso concreti negli Stati Uniti d'America, in Canada, in Medio Oriente, in Sud America e in Europa, tra cui un concerto in Italia a Milano.
Il tour ha promosso il primo album in studio del gruppo, Louder, pubblicato dall'etichetta discografica Hollywood Records. Inoltre sono state inserite nella scaletta alcune cover e un brano tratto dalla colonna sonora della serie TV Austin & Ally, di cui uno dei membri del gruppo, Ross Lynch, è protagonista. Una particolarità del tour è che gli stessi fan hanno potuto votare da tutto il mondo le città in cui gli R5 si sarebbero esibiti, attraverso la campagna R5 Rocks the World in collaborazione con YouTube, con una votazione pubblica online sul sito ufficiale del gruppo.

### Broadcast e registrazioni
Il 28 febbraio 2014 il cantante e chitarrista del gruppo, Ross Lynch, ha annunciato che la band avrebbe registrato il concerto di Londra, che si sarebbe tenuto il 4 marzo alla The O2, durante la parte europea del tour. La band aveva infatti pianificato di lanciare un film-concerto, ma ciò non avvenne. Il 25 aprile 2014 il gruppo pubblicò il suo primo video live, la cover di Counting Stars dei OneRepublic con la collaborazione del gruppo musicale inglese The Vamps. Successivamente furono pubblicati altri cinque video live: (I Can't) Forget About You il 1º maggio, Ain't No Way We're Goin' Home l'8 maggio, Loud il 16 maggio, Pass Me By il 22 maggio e One Last Dance il 29 maggio. È stato inoltre pubblicato un EP live contenente le versioni live di queste canzoni, intitolato Live in London.
Inoltre, durante il Louder World Tour le telecamere di Vevo hanno seguito la band e hanno realizzato uno speciale in cinque puntate, intitolato R5 on R5.

### Artisti di supporto
- DJ Ryland Lynch (Europa e Asia)[40]
- Brandon & Savannah (Nord America e Regno Unito)[41]

### Scaletta
1. Girls (cover dei The 1975)
2. (I Can't) Forget About You
3. Here Comes Forever
4. Fallin' For You
5. Pass Me By
6. Wishing I Was 23
7. Love Me Again (cover di John Newman)
8. Medley:
  1. What Do I Have To Do?
  2. Valerie (cover di Amy Winehouse)
9. A Billion Hits (Ross Lynch)
10. If I Can't Be With You
11. Love Me Like That
12. One Last Dance
13. Counting Stars (cover dei OneRepublic)
14. I Want U Bad
15. Cali Girls
16. Ain't No Way We're Goin' Home
17. Loud

#### Variazioni alla scaletta
- Durante alcuni concerti la band ha eseguito la cover del brano dei The Ting Tings Shut Up and Let Me Go.
- Il gruppo si è esibito con la cover di Let's Go Crazy di Prince.
- La cover Sleeping with a Friend dei Neon Trees è stata eseguita durante le tappe ad Amsterdam e Monaco di Baviera.

### Recensioni
Celeb Secrets 4 U ha definito gli show "diversi e sorprendenti". Ha inoltre affermato che le esibizioni sono coinvolgenti e le canzoni sono orrecchiabili, citando (I Can't) Forget About You, I Want You Bad, What Do I Have to Do e la cover Let's Go Crazy di Prince. Jenny Williams di Light Out ha scritto che le esibizioni live degli R5 sono emozionanti ed energizzanti, piene di brillanti luci luminose. Ha inoltre definito Ain't No Way e If I Can't Be With You come delle grandi esibizioni.
Adrii Cortés di El Nuevo Dia ha affermato che "la band si è evoluta rispetto ai tour precedenti, è diventata più rock and roll e i concerti sono fantastici". Joshua Betancourt Ruiz di Akistoi ha criticato il concerto tenutosi a Porto Rico, sostenendo che la band è arrivata in ritardo, ci sono stati dei problemi tecnici e l'esibizione non ha previsto gli stessi effetti speciali e il palco degli spettacoli statunitensi. Tuttavia ha anche affermato che il gruppo è stato coinvolgente e ha molta energia e adrenalina.

### Date del tour
| Data             | Città             | Stato                 | Luogo                               |
| America centrale | America centrale  | America centrale      | America centrale                    |
| ---------------- | ----------------- | --------------------- | ----------------------------------- |
| 4 gennaio 2014   | San Juan          | Porto Rico            | José Miguel Agrelot Coliseum        |
| 5 gennaio 2014   | Santo Domingo     | Repubblica Dominicana | Teatro Nacional                     |
| Europa           |                   |                       |                                     |
| 5 febbraio 2014  | Varsavia          | Polonia               | Proxima                             |
| Medio Oriente    |                   |                       |                                     |
| 8 febbraio 2014  | Tel Aviv          | Israele               | Theater Club                        |
| Europa           |                   |                       |                                     |
| 10 febbraio 2014 | Oslo              | Norvegia              | Parkteatret                         |
| 11 febbraio 2014 | Stoccolma         | Svezia                | Fryshuset Klubben                   |
| 12 febbraio 2014 | Copenaghen        | Danimarca             | Vega Small Hall                     |
| 13 febbraio 2014 | Berlino           | Germania              | Kesselhaus                          |
| 15 febbraio 2014 | Mannheim          | Germania              | Alte Seilerei                       |
| 16 febbraio 2014 | Amburgo           | Germania              | Knust                               |
| 17 febbraio 2014 | Colonia           | Germania              | Gloria                              |
| 19 febbraio 2014 | Anversa           | Belgio                | Arenberg                            |
| 20 febbraio 2014 | Amsterdam         | Paesi Bassi           | Old Hall Melkweg                    |
| 22 febbraio 2014 | Monaco di Baviera | Germania              | Backstage                           |
| 23 febbraio 2014 | Milano            | Italia                | Magazzini Generali                  |
| 25 febbraio 2014 | Barcellona        | Spagna                | Bikini                              |
| 26 febbraio 2014 | Madrid            | Spagna                | Shoko Live                          |
| 28 febbraio 2014 | Parigi            | Francia               | La Cigale                           |
| 3 marzo 2014     | Birmingham        | Inghilterra           | Library                             |
| 4 marzo 2014     | Londra            | Inghilterra           | The O2                              |
| 5 marzo 2014     | Manchester        | Inghilterra           | Club Academy                        |
| 6 marzo 2014     | Glasgow           | Scozia                | ABC 02                              |
| 8 marzo 2014     | Dublino           | Irlanda               | Vicar Street                        |
| Nord America     |                   |                       |                                     |
| 2 aprile 2014    | Montréal          | Canada                | Metropolis                          |
| 3 aprile 2014    | Ottawa            | Canada                | Canadian Tire Centre                |
| 4 aprile 2014    | Kingston          | Canada                | Rogers K-Rock Centre                |
| 5 aprile 2014    | London            | Canada                | Budweiser Gardens                   |
| 7 aprile 2014    | Hamilton          | Canada                | Copps Coliseum                      |
| 8 aprile 2014    | Oshawa            | Canada                | General Motors Centre               |
| 12 aprile 2014   | Winnipeg          | Canada                | Burton Cummings Theatre             |
| 13 aprile 2014   | Saskatoon         | Canada                | Odeon Events Centre                 |
| 14 aprile 2014   | Calgary           | Canada                | Jack Singer Concert Hall            |
| 15 aprile 2014   | Edmonton          | Canada                | Northern Alberta Jubilee Auditorium |
| 17 aprile 2014   | Vancouver         | Canada                | Queen Elizabeth Theatre             |
| 23 maggio 2014   | Norfolk           | Stati Uniti d'America | The Norva                           |
| 24 maggio 2014   | Richmond          | Stati Uniti d'America | The National                        |
| 25 maggio 2014   | Jackson           | Stati Uniti d'America | Six Flags Great Adventure           |
| 27 maggio 2014   | Nashville         | Stati Uniti d'America | Rocketown                           |
| 28 maggio 2014   | Columbus          | Stati Uniti d'America | Newport Music Hall                  |
| 29 maggio 2014   | Pittsburgh        | Stati Uniti d'America | Stage AE                            |
| 30 maggio 2014   | Filadelfia        | Stati Uniti d'America | Mann Center                         |
| 4 giugno 2014    | Cleveland         | Stati Uniti d'America | House of Blues                      |
| 6 giugno 2014    | York              | Stati Uniti d'America | Pullo Center                        |
| 10 giugno 2014   | New York          | Stati Uniti d'America | Best Buy Theater                    |
| Europa           |                   |                       |                                     |
| 14 giugno 2014   | Lisbona           | Portogallo            | Coliseu dos Recreios                |
| 15 giugno 2014   | Braga             | Portogallo            | Theatre Circo                       |
| 18 giugno 2014   | Londra            | Inghilterra           | O2 Academy Islington                |

## Live on Tour
Il Live on Tour è il quinto tour musicale del gruppo pop rock e alternative rock statunitense R5, svoltosi tra settembre e novembre del 2014.  La tournée ha previsto 24 concerti in Nord America e per la prima volta ha portato il gruppo ad esibirsi nel continente sud americano, con 4 spettacoli fra Brasile e Argentina.

### Informazioni sul tour
Il tour è iniziato il 3 settembre 2014 a Orlando, in Florida ed è terminato con uno spettacolo a Westbury, nello stato di New York, il 28 novembre 2014. Ha incluso concreti negli Stati Uniti d'America, in Canada, in Brasile e in Argentina.
Il 10 giugno la band ha annunciato la nuova tournée durante una live-chat sul suo sito ufficiale. Ross Lynch ha poi pubblicato la lista dei primi 19 concerti sul suo account Twitter dicendo "Ci siamo divertiti moltissimo in queste due ultime settimane e mezzo di concerti in Nord America. Non vediamo l'ora di tornare di nuovo a settembre!". I biglietti per gli spettacoli sono stati messi in prevendita il 10 giugno sul sito ufficiale del gruppo e resi disponibili per la vendita ufficiale il 13 giugno. Per promuovere il tour gli R5 sono apparsi in alcuni programmi televisivi come The Ellen DeGeneres Show, Good Morning America e Live! with Kelly and Michael.
Una data ulteriore è stata annunciata il 29 settembre 2014 al Gramercy Theatre di New York. L'evento è stato organizzato in collaborazione con Yahoo! e intitolato "R5 for $5" e ha dato la possibilità ai fan di acquistare dei biglietti speciali a soli 5 dollari. Successivamente sono state annunciate altre nove date, tra cui quattro concerti in Brasile e Argentina, portando gli R5 in tour in Sud America per la prima volta.

### Sinossi dei concerti

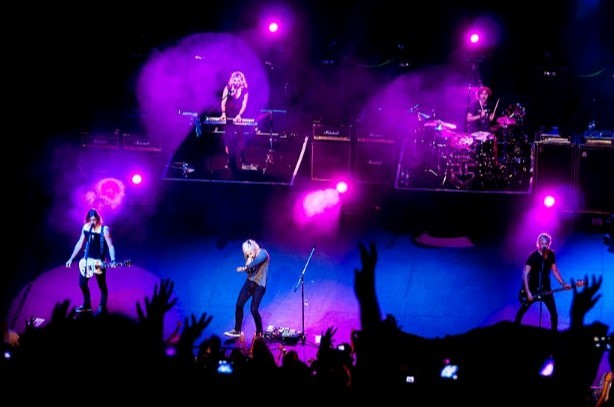
Gli R5 durante un concerto in Argentina del Live on Tour nel 2014.

Il tour ha promosso il terzo EP del gruppo, Heart Made Up on You, e alcuni brani precedenti contenuti nell'albu di debutto del gruppo, Louder, entrambi pubblicati dall'etichetta discografica Hollywood Records. Inoltre sono state inserite nella scaletta alcune cover: Let's Go Crazy di Prince, Drunk in Love di Beyoncé, Valerie di Amy Winehouse e Seven Nation Army dei The White Stripes. Nelle ultime tre date gli R5 si sono esibiti anche con il nuovo singolo Smile, estratto dal secondo album in studio della band, la cui pubblicazione è attesa per la primavera del 2015.

### Broadcast e registrazioni
Una web serie sul tour è stata pubblicata sul sito ufficiale del gruppo. Inoltre, il video musicale del singolo Smile, pubblicato nello stesso periodo del tour, è stato registrato al Teatro Opera di Buenos Aires, in Argentina, dove gli R5 hanno tenuto due concerti. Un secondo video del brano Heart Made Up on You è stato registrato durante una delle tappe del tour negli Stati Uniti d'America e pubblicato sul canale Vevo ufficiale della band.

### Artisti di supporto
- DJ Ryland Lynch (date principali)[56]
- Brandon and Savannah (date principali)[57]
- Jessarae (solo a Westbury)[56]

### Scaletta
1. Let's Go Crazy (cover di Prince)
2. (I Can't) Forget About You
3. Easy Love
4. If I Can't Be With You
5. Pass Me By
6. Ain't no Way We're Goin' Home
7. Things Are Looking Up
8. Medley:
  1. Drunk in Love (cover di Beyoncé)
  2. What Do I Have To Do
  3. Valerie (cover di Amy Winehouse)
9. Love Me Like That
10. One Last Dance
11. Seven Nation Army (cover dei The White Stripes)
12. I Want U Bad
13. Cali Girls
14. Stay With Me
15. Loud
16. Heart Made Up on You
17. Smile (eseguita solo nelle ultime tre date)

### Recensioni
Universo Online (UOL) ha recensito positivamente il tour e ha affermato che il gruppo non ha bisogno di effetti speciali e grandi produzioni per essere emozionante e coinvolgente. Ha inoltre dichiarato che gli R5 non ricalcano gli stereotipi delle giovani band, suonando rock and roll, e che sarebbero un'ottima scelta per il festival Rock in Rio. Leticia Annes del magazine Teen ha affermato che l'attenzione del concerto era sui membri del gruppo e che le loro voci sono fantastiche in live. Il portale brasiliano G1 News ha paragonato gli R5 ai The Vamps.

### Date del tour
| Data              | Città          | Stato                 | Luogo                               |
| Nord America      | Nord America   | Nord America          | Nord America                        |
| ----------------- | -------------- | --------------------- | ----------------------------------- |
| 3 settembre 2014  | Orlando        | Stati Uniti d'America | Hard Rock Cafe                      |
| 5 settembre 2014  | Memphis        | Stati Uniti d'America | Agricenter Farmer's Market          |
| 6 settembre 2014  | Atlanta        | Stati Uniti d'America | Cobb Energy Performing Arts Centre  |
| 7 settembre 2014  | Charlotte      | Stati Uniti d'America | Amos' Southland                     |
| 8 settembre 2014  | Baltimora      | Stati Uniti d'America | Rams Head Live                      |
| 11 settembre 2014 | Salt Lake City | Stati Uniti d'America | Sandy City Amphitheatre             |
| 12 settembre 2014 | Las Vegas      | Stati Uniti d'America | Henderson Pavilion                  |
| 14 settembre 2014 | San Francisco  | Stati Uniti d'America | The Regency Center                  |
| 16 settembre 2014 | Denver         | Stati Uniti d'America | Ogden Theatre                       |
| 18 settembre 2014 | Minneapolis    | Stati Uniti d'America | Mill City Nights Club               |
| 19 settembre 2014 | Chicago        | Stati Uniti d'America | Rosemont Theatre                    |
| 20 settembre 2014 | Milwaukee      | Stati Uniti d'America | Pabst Theater                       |
| 21 settembre 2014 | Detroit        | Stati Uniti d'America | Royal Oak Music Theatre             |
| 23 settembre 2014 | Toronto        | Canada                | Sony Centre for the Performing Arts |
| 25 settembre 2014 | Youngstown     | Stati Uniti d'America | Stambaugh Auditorium                |
| 26 settembre 2014 | Sayreville     | Stati Uniti d'America | Starland Ballroom                   |
| 27 settembre 2014 | Ledyard        | Stati Uniti d'America | Foxwoods Casino                     |
| 28 settembre 2014 | Lowell         | Stati Uniti d'America | Lowell Memorial Auditorium          |
| 29 settembre 2014 | New York       | Stati Uniti d'America | Gramercy Theatre                    |
| 2 ottobre 2014    | Toronto        | Canada                | Air Canada Centre                   |
| Sud America       |                |                       |                                     |
| 4 ottobre 2014    | San Paolo      | Brasile               | Citibank Hall                       |
| 5 ottobre 2014    | Rio de Janeiro | Brasile               | Citibank Hall                       |
| 7 ottobre 2014    | Buenos Aires   | Argentina             | Teatro Opera                        |
| 8 ottobre 2014    | Buenos Aires   | Argentina             | Teatro Opera                        |
| Nord America      |                |                       |                                     |
| 11 ottobre 2014   | Fresno         | Stati Uniti d'America | Paul Paul Theatre                   |
| 25 novembre 2014  | Wilmington     | Stati Uniti d'America | Stambaugh Auditorium                |
| 26 novembre 2014  | Reading        | Stati Uniti d'America | Santander Performing Arts Center    |
| 28 novembre 2014  | Westbury       | Stati Uniti d'America | The Space at Westbury               |

### Box office
| Luogo         | Città     | Biglietti venduti / disponibili |
| ------------- | --------- | ------------------------------- |
| Citibank Hall | San Paolo | 7,000 / 7,000 (100%)            |

## Sometime Last Night Tour
Il Sometime Last Night Tour è il sesto tour musicale del gruppo pop rock e alternative rock statunitense R5.

### Scaletta
1. All Night
2. Heart Made Up on You
3. Let's Not Be Alone Tonight
4. Dark Side
5. Cali Girls
6. Things Are Looking Up
7. Loud
8. Let's Go Crazy (cover di Prince)
9. Lightning Strikes
10. You And I (cover di Lady Gaga)
11. F.E.E.L.G.O.O.D.
12. Easy Love
13. If I Can't Be With You
14. Did You Have Your Fun?
15. (I Can't) Forget About You
16. Wild Hearts
17. Ain't No Way We're Goin' Home
18. Repeating Days
19. Smile
20. Doctor, Doctor
21. What You're Missing

### Date del tour
| Data              | Città             | Stato                 | Luogo                                           |
| Nord America      | Nord America      | Nord America          | Nord America                                    |
| ----------------- | ----------------- | --------------------- | ----------------------------------------------- |
| 7 luglio 2015     | Florida           | Stati Uniti d'America | Thrashern-Horne Center for the Arts             |
| 8 luglio 2015     | Boca Raton        | Stati Uniti d'America | Mizner Park Amphitheater                        |
| 10 luglio 2015    | Alpharetta        | Stati Uniti d'America | Verizon Wireless Amphitheatre at Encore Park    |
| 11 luglio 2015    | Raleigh           | Stati Uniti d'America | Raleigh Memorial Auditorium                     |
| 12 luglio 2015    | Vienna            | Stati Uniti d'America | Wolf Trap National Park for the Performing Arts |
| 14 luglio 2015    | Mashantucket      | Stati Uniti d'America | The Grand Theater at Foxwood Casino             |
| 16 luglio 2015    | Gilford           | Stati Uniti d'America | Bank of New Hampshire Pavilion at Meadowbrook   |
| 17 luglio 2015    | Boston            | Stati Uniti d'America | House of Blues                                  |
| 18 luglio 2015    | West Windsor      | Stati Uniti d'America | Mercer County Park Festival Grounds             |
| 20 luglio 2015    | Pittsburgh        | Stati Uniti d'America | Stage AE                                        |
| 21 luglio 2015    | Kettering         | Stati Uniti d'America | Fraze Pavilion                                  |
| 22 luglio 2015    | Sterling Heights  | Stati Uniti d'America | Freedom Hill Amphitheatre                       |
| 24 luglio 2015    | Milwaukee         | Stati Uniti d'America | Riverside Theater                               |
| 25 luglio 2015    | St Charles        | Stati Uniti d'America | The Family Arena                                |
| 26 luglio 2015    | Kansas City       | Stati Uniti d'America | Arvest Bank Theatre at The Midland              |
| 28 luglio 2015    | Bloomington       | Stati Uniti d'America | Cellular Coliseum                               |
| 29 luglio 2015    | Louisville        | Stati Uniti d'America | Iroquois Amphitheater                           |
| 30 luglio 2015    | Whites Creek      | Stati Uniti d'America | The Woods At Fontanel                           |
| 1 agosto 2015     | Oklahoma City     | Stati Uniti d'America | Frontier City Starlight Amphitheater            |
| 2 agosto 2015     | Grand Prairie     | Stati Uniti d'America | Verizon Theatre at Grand Prairie                |
| 4 agosto 2015     | Houston           | Stati Uniti d'America | Bayou Music Center                              |
| 5 agosto 2015     | New Braunfels     | Stati Uniti d'America | Whitewater Amphitheatre                         |
| 8 agosto 2015     | Denver            | Stati Uniti d'America | Elitch Gardens Theme and Water Park             |
| 11 agosto 2015    | West Valley City  | Stati Uniti d'America | Maverik Center                                  |
| 12 agosto 2015    | Boise             | Stati Uniti d'America | Morrison Center For The Performing Arts         |
| 14 agosto 2015    | Redmond           | Stati Uniti d'America | Marymoor Park                                   |
| 15 agosto 2015    | Eugene            | Stati Uniti d'America | Cuthbert Amphitheatre                           |
| 18 agosto 2015    | San Jose          | Stati Uniti d'America | National Civic                                  |
| 20 agosto 2015    | Henderson         | Stati Uniti d'America | Henderson Pavilion                              |
| 22 agosto 2015    | Mesa              | Stati Uniti d'America | Mesa Amphitheatre                               |
| 23 agosto 2015    | Los Angeles       | Stati Uniti d'America | Greek Theatre                                   |
| Europa            |                   |                       |                                                 |
| 10 settembre 2015 | Lisbona           | Portogallo            | Coliseu dos Recreios                            |
| 11 settembre 2015 | Porto             | Portogallo            | Coliseu Do Porto                                |
| 12 settembre 2015 | Madrid            | Spagna                | San Miguel                                      |
| 13 settembre 2015 | Barcellona        | Spagna                | Razzmatazz                                      |
| 16 settembre 2015 | Marsiglia         | Francia               | Espace Julien                                   |
| 17 settembre 2015 | Roma              | Italia                | Orion                                           |
| 20 settembre 2015 | Milano            | Italia                | Alcatraz                                        |
| 22 settembre 2015 | Vienna            | Austria               | Vienna                                          |
| 23 settembre 2015 | Monaco di Baviera | Germania              | Technikum                                       |
| 24 settembre 2015 | Mannheim          | Germania              | Alte Seilerei                                   |
| 26 settembre 2015 | Parigi            | Francia               | Olympia                                         |
| 27 settembre 2015 | Zurigo            | Svizzera              | X-tra                                           |
| 29 settembre 2015 | Praga             | Repubblica Ceca       | Lucerna Music Bar                               |
| 30 settembre 2015 | Varsavia          | Polonia               | Palladium                                       |
| 1 ottobre 2015    | Lipsia            | Germania              | Theaterfabrik Sachsen                           |
| 3 ottobre 2015    | Copenaghen        | Danimarca             | Vega Main Hall                                  |
| 4 ottobre 2015    | Stoccolma         | Svezia                | Klubben                                         |
| 5 ottobre 2015    | Oslo              | Norvegia              | Vullkan Arena                                   |
| 8 ottobre 2015    | Anversa           | Belgio                | City Theatre                                    |
| 9 ottobre 2015    | Amsterdam         | Paesi Bassi           | Melkweg                                         |
| 11 ottobre 2015   | Londra            | Regno Unito           | O2 Shepherds Bush Empire                        |
| Nord America      |                   |                       |                                                 |
| 26 gennaio 2016   | Stockton          | Stati Uniti d'America | Bob Hope Theatre                                |
| 27 gennaio 2016   | Fresno            | Stati Uniti d'America | William Saroyan Theatre                         |
| 30 gennaio 2016   | San Diego         | Stati Uniti d'America | Balboa Theatre                                  |
| 1 febbraio 2016   | Tucson            | Stati Uniti d'America | Tucson Music Hall                               |
| 2 febbraio 2016   | Albuquerque       | Stati Uniti d'America | Kiwa Auditorium                                 |
| 9 febbraio 2016   | Memphis           | Stati Uniti d'America | Cannon Center For The Performing Arts           |
| 10 febbraio 2016  | Birmingham        | Stati Uniti d'America | Iron City                                       |
| 12 febbraio 2016  | Orlando           | Stati Uniti d'America | Dr. Phillips Center For The Performing Arts     |
| 13 febbraio 2016  | Clearwater        | Stati Uniti d'America | Ruth Eckerd Hall                                |
| 16 febbraio 2016  | August            | Stati Uniti d'America | William B. Bell Auditorium                      |
| 17 febbraio 2016  | Knoxville         | Stati Uniti d'America | Knoxville Civic Auditorium                      |
| 18 febbraio 2016  | Charlotte         | Stati Uniti d'America | Ovens Auditorium                                |
| 20 febbraio 2016  | Norfolk           | Stati Uniti d'America | The NorVa                                       |
| 21 febbraio 2016  | Richmond          | Stati Uniti d'America | The National                                    |
| 27 febbraio 2016  | New York          | Stati Uniti d'America | The Beacon Theatre                              |
| 1 marzo 2016      | Providence        | Stati Uniti d'America | The VETS                                        |
| 2 marzo 2016      | Burlington        | Stati Uniti d'America | The Flynn Center for the Performing Arts        |
| 4 marzo 2016      | Albany            | Stati Uniti d'America | The Palace Theatre                              |
| 5 marzo 2016      | Rochester         | Stati Uniti d'America | The Auditorium Theatre                          |
| 8 marzo 2016      | Cleveland         | Stati Uniti d'America | The State Theatre                               |
| 10 marzo 2016     | Chicago           | Stati Uniti d'America | The Chicago Theatre                             |
| 11 marzo 2016     | Minneapolis       | Stati Uniti d'America | The State Theatre                               |
| 14 marzo 2016     | Omaha             | Stati Uniti d'America | The Holland Performing Arts Center              |
| 15 marzo 2016     | Tulsa             | Stati Uniti d'America | The Brady Theater                               |

## New Addictions Tour
Il New Addictions Tour è il settimo tour dei concerti della band americana R5 (gruppo musicale). Il tour è stato annunciato insieme all'uscita del loro nuovo EP "New Addictions (R5)" il 12 maggio 2017. Il tour è iniziato il 17 giugno 2017 e si è concluso il 25 gennaio 2018.

### Opening act
- DJ Ryland Lynch
- Jorge Blanco (Europa: 24 settembre - 22 ottobre)

### Scaletta
- If
- Need You Tonight
- Easy Love
- All Night
- (I Can't) Forget About You
- F.E.E.L.G.O.O.D.
- Dark Side
- I Want You Bad
- Trading Time
- Repeating Days (Acoustic)
- Do It Again (Acoustic)
- Loud (Acoustic)
- Waiting On The World To Change (Acoustic)
- Heart Made Up On You
- Red Velvet
- Wild Hearts
- Smile
- Did You Have Your Fun?

### Date del tour
| Data              | Città             | Paese                 | Luogo                                  |
| Nord America      | Nord America      | Nord America          | Nord America                           |
| ----------------- | ----------------- | --------------------- | -------------------------------------- |
| 27 aprile 2017    | New York          |                       | Gramercy Theatre                       |
| 11 maggio 2017    | Los Angeles       |                       | Teragram Ballroom                      |
| 17 giugno 2017    | Hot Springs       | Stati Uniti d'America | Timberwood Amphitheater                |
| 24 giugno 2017    | Denver            | Stati Uniti d'America | Elitch Gardens                         |
| 26 giugno 2017    | Chicago           | Stati Uniti d'America | Bottom Lounge                          |
| 27 giugno 2017    | Detroit           | Stati Uniti d'America | St. Andrew's Hall                      |
| 27 giugno 2017    | Toronto           | Canada                | Phoenix Concert Theatre                |
| 30 giugno 2017    | Boston            | Stati Uniti d'America | Paradise                               |
| 1 luglio 2017     | Darien Center     | Stati Uniti d'America | Darien Lake                            |
| 17 luglio 2017    | San Francisco     | Stati Uniti d'America | Great American Music Hall              |
| 19 luglio 2017    | Seattle           | Stati Uniti d'America | The Crocodile                          |
| 2 luglio 2017     | Filadelfia        | Stati Uniti d'America | TLA                                    |
| 4 luglio 2017     | Baltimora         | Stati Uniti d'America | Baltimore Sound Stage                  |
| 5 luglio 2017     | Charlotte         | Stati Uniti d'America | The Underground                        |
| 7 luglio 2017     | Atlanta           | Stati Uniti d'America | The Loft                               |
| 8 luglio 2017     | Orlando           | Stati Uniti d'America | The Plaza Live                         |
| 10 luglio 2017    | Houston           | Stati Uniti d'America | White Oak                              |
| 11 luglio 2017    | Dallas            | Stati Uniti d'America | Trees                                  |
| 12 luglio 2017    | Austin            | Stati Uniti d'America | Parish                                 |
| 14 luglio 2017    | Tucson            | Stati Uniti d'America | Rialto Theatre                         |
| 15 luglio 2017    | San Diego         | Stati Uniti d'America | Soma                                   |
| 16 luglio 2017    | Pomona            | Stati Uniti d'America | The Glasshouse                         |
| 20 luglio 2017    | Portland          | Stati Uniti d'America | Wonder Ballroom                        |
| 10 agosto 2017    | Monterrey         | Messico               | Arena Monterrey                        |
| 12 agosto 2017    | Guadalajara       | Messico               | Teatro Diana                           |
| 13 agosto 2017    | Città del Messico | Messico               | Pepsi Center                           |
| 19 agosto 2017    | Oklahoma City     | Stati Uniti d'America | Starlight Amphitheater                 |
| Europa            |                   |                       |                                        |
| 13 settembre 2017 | Dublino           | Irlanda               | Vicar Street                           |
| 14 settembre 2017 | Belfast           | Regno Unito           | Mandela Hall                           |
| 16 settembre 2017 | Glasgow           | Regno Unito           | O2 ABC                                 |
| 17 settembre 2017 | Nottingham        | Regno Unito           | Rock City                              |
| 18 settembre 2017 | Bristol           | Regno Unito           | The Fleece                             |
| 20 settembre 2017 | Manchester        | Regno Unito           | O2 Ritz                                |
| 22 settembre 2017 | Londra            | Regno Unito           | KOKO                                   |
| 24 settembre 2017 | Parigi            | Francia               | Le Trianon                             |
| 26 settembre 2017 | Amsterdam         | Olanda                | Melkweg                                |
| 27 settembre 2017 | Copenhagen        | Danimarca             | Amager Bio                             |
| 29 settembre 2017 | Oslo              | Norvegia              | Vulkan Arena                           |
| 30 settembre 2017 | Stoccolma         | Svezia                | Fryshuset                              |
| 1 ottobre 2017    | Malmö             | Svezia                | Kulturbolaget                          |
| 3 ottobre 2017    | Berlino           | Germania              | Bi Nuu                                 |
| 4 ottobre 2017    | Praga             | Repubblica Ceca       | Roxy Prague                            |
| 5 ottobre 2017    | Vienna            | Austria               | Simm City                              |
| 6 ottobre 2017    | Monaco            | Germania              | Technikum                              |
| 8 ottobre 2017    | Anversa           | Belgio                | Trix                                   |
| 10 ottobre 2017   | Zurigo            | Svizzera              | Dynamo                                 |
| 11 ottobre 2017   | Roma              | Italia                | Orion Live Club                        |
| 12 ottobre 2017   | Milano            | Italia                | Live Club                              |
| 13 ottobre 2017   | Lione             | Francia               | Ninkasi Kao                            |
| 15 ottobre 2017   | Madrid            | Spagna                | Palacio Vistalegre                     |
| 17 ottobre 2017   | Barcellona        | Spagna                | Razzmatazz                             |
| 18 ottobre 2017   | Tolosa            | Francia               | Connexion Live                         |
| 20 ottobre 2017   | Colonia           | Germania              | Jungle Club                            |
| 22 ottobre 2017   | Varsavia          | Polonia               | Progresja                              |
| Sud America       |                   |                       |                                        |
| 26 novembre 2017  | San Paolo         | Brasile               | Audio Club                             |
| 28 novembre 2017  | Buenos Aires      | Argentina             | Luna Park                              |
| 30 novembre 2017  | Santiago del Cile | Cile                  | Teatro Caupolican                      |
| 2 dicembre 2017   | Lima              | Perù                  | Anfiteatro del Parque de la Exposición |
| Asia              |                   |                       |                                        |
| 23 gennaio 2018   | Tokyo             | Giappone              | Zepp Tokyo                             |
| 24 gennaio 2018   | Tokyo             | Giappone              | Zepp Tokyo                             |
| 25 gennaio 2018   | Osaka             | Giappone              | Zepp Namba                             |

## Tour promozionali

### 3M Tour
Il 3M Tour è il primo tour promozionale del gruppo musicale pop rock e alternative rock statunitense R5, svoltosi nel mese di novembre 2012.

#### Informazioni sul tour
Il nome della serie di concerti è dovuto al nome delle tre città che hanno visto esibirsi gli R5, che hanno tutte la "M" come lettera iniziale. La tournée ha incluso tre date negli Stati Uniti d'America e per la prima volta ha incluso la possibilità di acquistare biglietti "VIP", compresi gadget, fotografie e l'incontro con la band. La scaletta ha incluso le canzoni contenute nel primo EP degli R5, Ready Set Rock, oltre che alcuni altri brani e la cover Shut Up and Let Me Go dei The Ting Tings.
Dopo il tour, il gruppo ha pubblicato un mini-documentario sui tre concerti sul suo canale ufficiale il 20 dicembre 2012.

#### Scaletta
1. Crazy 4 U
2. Medley:
  1. Heartbeat
  2. Not a Love Song
3. Heard It on the Radio
4. Can You Feel It
5. Say You'll Stay
6. Cali Girls
7. Keep Away
8. Shut Up and Let Me Go (cover dei The Ting Tings)
9. What Do I Have to Do?
10. Love To Love Her
11. Wishing I Was 23
12. Take U There
13. A Billion Hits

#### Date del tour
| Data             | Città        | Stato                 | Luogo        |
| Nord America     | Nord America | Nord America          | Nord America |
| ---------------- | ------------ | --------------------- | ------------ |
| 18 novembre 2012 | Madison      | Stati Uniti d'America | The Loft     |
| 19 novembre 2012 | Milwaukee    | Stati Uniti d'America | Turner Hall  |
| 20 novembre 2012 | Minneapolis  | Stati Uniti d'America | Gabooze      |

### Dancing Out My Pants Tour
Il Dancing Out My Pants Tour è il quarto tour del gruppo musicale pop rock e alternative rock statunitense R5, svoltosi nel mese di settembre 2013.

#### Informazioni sul tour
Si tratta di un tour promozionale di sette date tra Stati Uniti d'America e Canada per promuovere la pubblicazione dell'album di debutto della band, Louder, reso disponibile dall'etichetta discografica Hollywood Records in quegli stessi giorni.
Il tour è iniziato il 3 settembre 2013 a Orlando, in Florida, ed è terminato il 27 settembre a Mashantucket, in Connecticut. Ha incluso sei date negli Stati Uniti d'America e una in Canada. Durante la tournée la band ha eseguito brani dal suo primo album in studio, Louder, oltre che alcuni brani tratti dall'EP precedente, Loud.

#### Scaletta
1. (I Can't) Forget About You
2. Here Comes Forever
3. Pass Me By
4. Crazy 4 U
5. I Want You Bad
6. What Do I Have to Do?
7. A Billion Hits
8. If I Can't Be With You
9. Breakeven (cover dei The Script)
10. Love Me Like That
11. Wishing I Was 23
12. Fallin' for You
13. Cali Girls
14. Ain't No Way We're Goin' Home
15. One Last Dance
16. Loud

#### Date del tour
| Data              | Città        | Stato                 | Luogo                                      |
| Nord America      | Nord America | Nord America          | Nord America                               |
| ----------------- | ------------ | --------------------- | ------------------------------------------ |
| 3 settembre 2013  | Orlando      | Stati Uniti d'America | Hard Rock Live Orlando                     |
| 6 settembre 2013  | Atlanta      | Stati Uniti d'America | Cobb Energy Performing Arts Centre         |
| 13 settembre 2013 | Pomona       | Stati Uniti d'America | Los Angeles County Fair                    |
| 19 settembre 2013 | Rosemont     | Stati Uniti d'America | Rosemont Theatre                           |
| 23 settembre 2013 | Toronto      | Canada                | Sony Centre for the Performing Arts        |
| 26 settembre 2013 | Seyreville   | Stati Uniti d'America | Standard Ballroom                          |
| 27 settembre 2013 | Mashantucket | Stati Uniti d'America | The Grand Theatre at Foxwood Resort Casino |

## Live
- 28 giugno 2015, Hersheypark Stadium (Pennsylvania, Stati Uniti d'America), Show of the Summer

## Partecipazioni
- 2012 - Big Ticket Summer Concert a Toronto, in Canada[72]
- 2013 - Big Ticket Summer Concert a Toronto, in Canada[73]
- 2014 - Wango Tango Music Festival allo StubHub Center di Carson, in California[74]
- 2014 - The T.J. Martell Foundation Family Day a Los Angeles[75]
- 2014 - American Music Award[76]
- 2015 - Radio Disney Music Awards[77]
- 2015 - Wango Tango Music Festival allo StubHub Center di Carson, in California
- 2015 - B96 Pepsi Summer Bash allo StubHub Center di Chicago, in Illinois[78]

## Organizzatori e sponsor
- West Coast Tour 2012: Radio Disney
- East Coast Tour 2012: Radio Disney
- Louder World Tour 2013-2014: TicketOne, Barley Arts